# مقاطعة أسوتين (واشنطن)
مقاطعة أسوتين (بالإنجليزية: Asotin County)‏ هي إحدى مقاطعات ولاية واشنطن في الولايات المتحدة الأمريكية.

## معرض صور

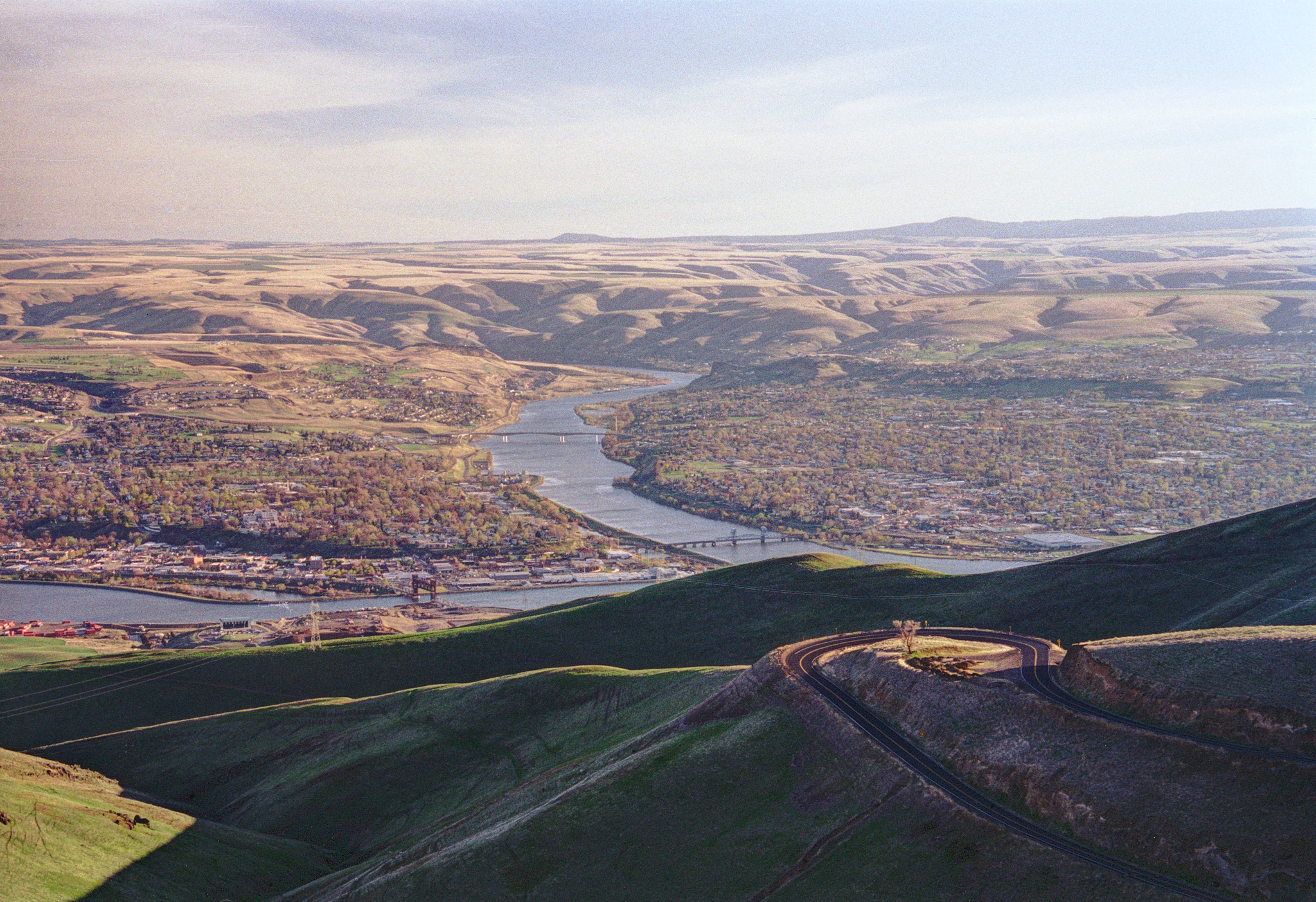
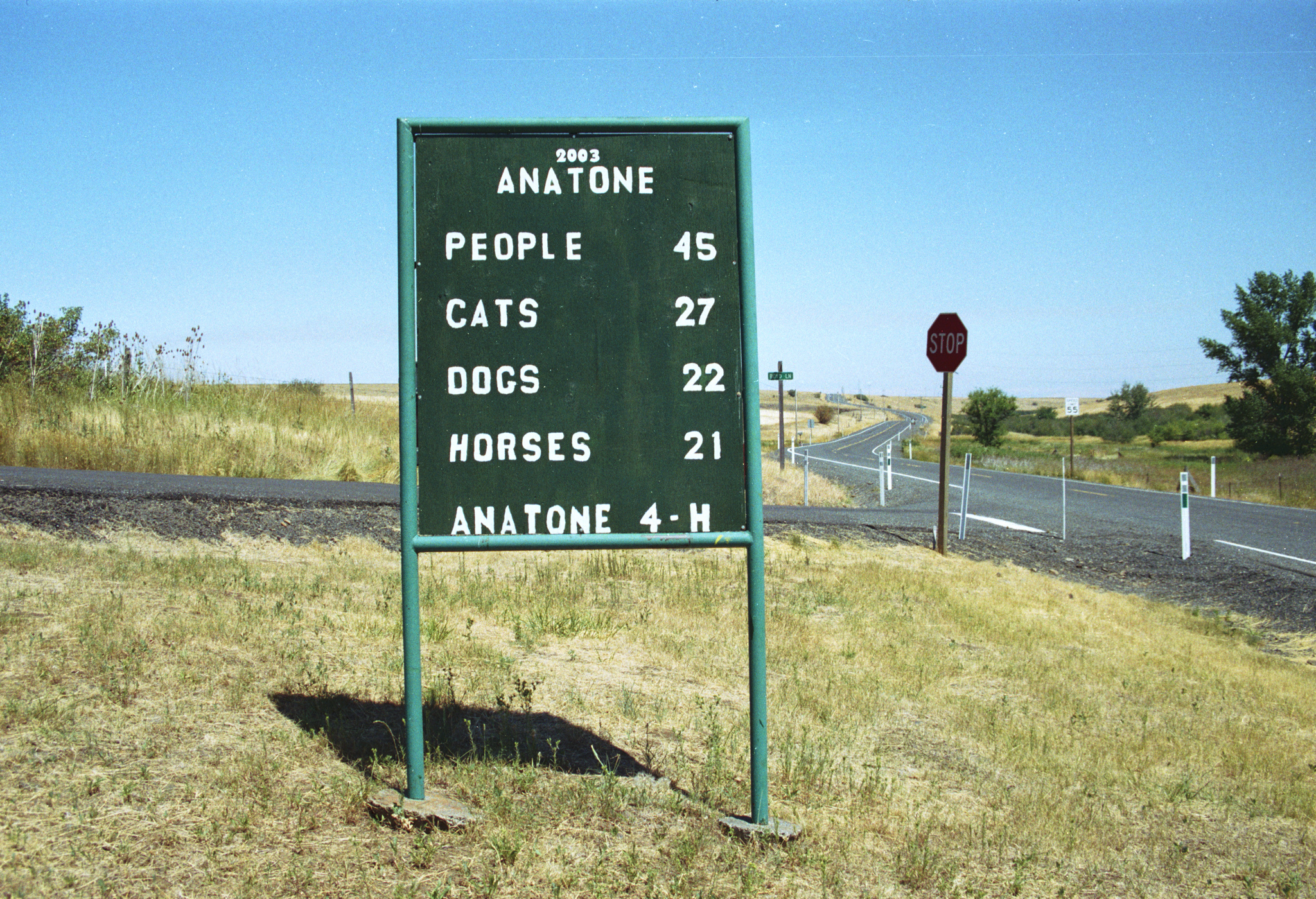
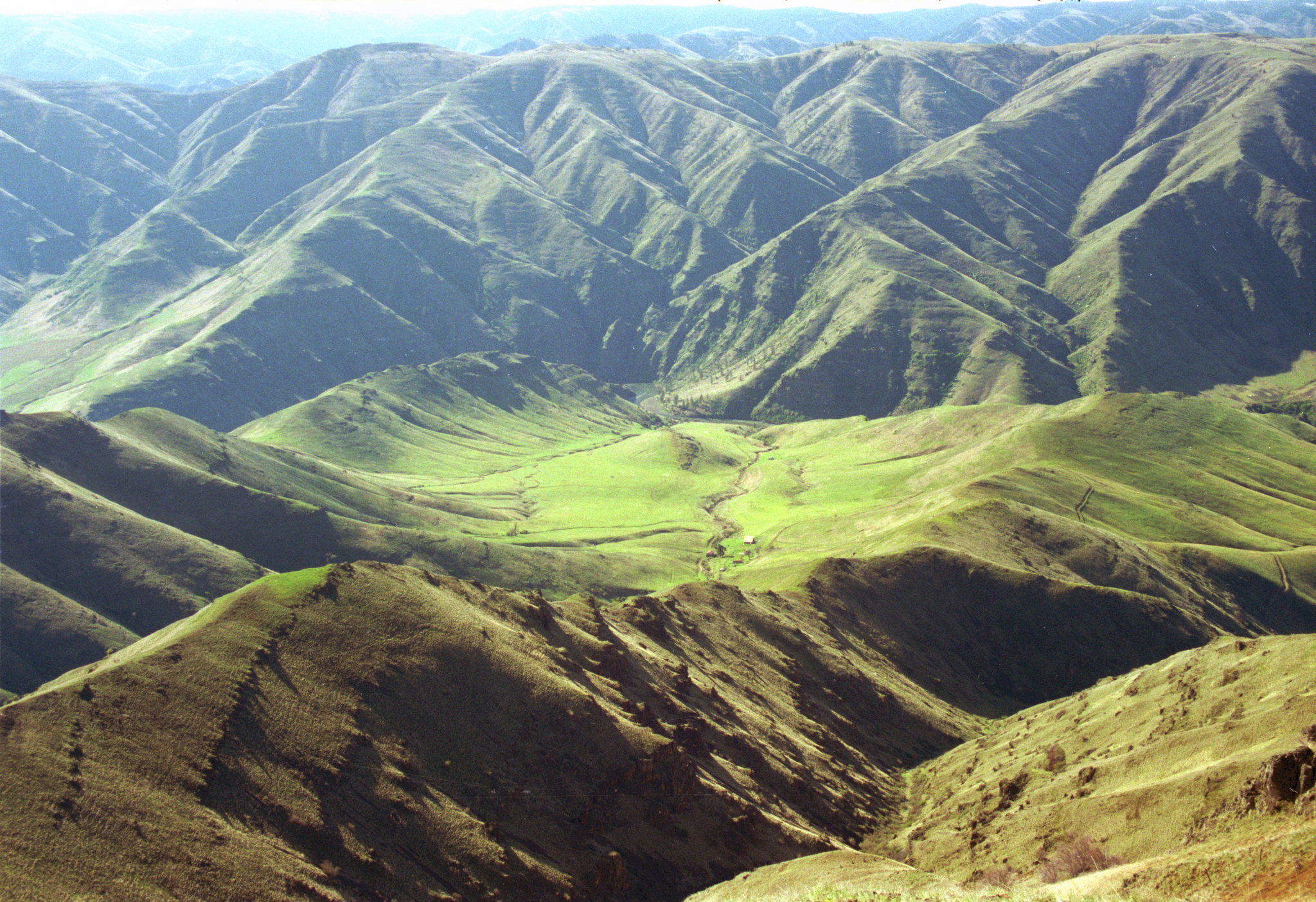